# Pour aller au ciel, il faut mourir
Pour plus de détails, voir Fiche technique et Distribution.
Pour aller au ciel, il faut mourir (Bihisht faqat baroi murdagon) est un film franco-tadjik réalisé par Jamshed Usmonov, sorti le 4 octobre 2006.

## Synopsis
Kamal se rend chez le medecin : il a 20 ans, s'est marié jeune et n'arrive pas à avoir de relations sexuelles avec sa femme. Le médecin lui suggère d'essayer avec une autre. Kamal quitte son village pour la ville, essaye d'entrer en relation avec d'autres femmes, sans succès, jusqu'à ce qu'il croise Vera. Il la suit, la perd, la retrouve, passe la nuit avec elle. À son réveil Kamal tombe nez à nez avec le mari de Vera, qui l'oblige à le suivre. Le mari est un voyou assez peu recommandable...

## Fiche technique
- Titre : Pour aller au ciel, il faut mourir
- Titre original : Bihisht faqat baroi murdagon
- Réalisation : Jamshed Usmonov
- Scénario : Jamshed Usmonov
- Production : Denis Carot et Marie Masmonteil
- Musique : Pierre Aviat
- Photographie : Pascal Lagriffoul
- Montage : Jacques Comets
- Costumes : Aksinia Pastukh
- Pays d'origine :  Tadjikistan -  France (production majoritaire)
- Tournage : du 24 octobre au 18 décembre 2005 à Asht et Douchanbé
- Langues originales : tadjik et russe
- Format : couleur - 1,66:1 - Dolby Surround - 35 mm
- Durée : 100 minutes
- Date de sortie : 4 octobre 2006

## Distribution
- Shuhrat Rahmatullaev : Kamal
- Dinara Droukarova : Véra
- Maruf Pulodzoda : Azam, le mari de Véra
- Khurshed Golibekov : Kamal
- Raushan Marksudov : Niguina

## Sortie
Film a fait ses débuts au Festival de Cannes 2006. Il sort en France le 4 octobre de la même année. Il est ensuite sorti sur les écrans en Pologne, en Estonie, en Serbie, au Mexique, en Argentine, en Angleterre, et à Hong Kong. 

## Distinctions
- Sélection Festival de Cannes 2006 - Un Certain Regard
- Prix du meilleur film Tokyo Filmex 2006
- Prix du meilleur scénario de Busan (PPP), 2006
- Grand Prix de Belgrade IFF, 2006
- Prix du meilleur film de Festival du film asiatique de Barcelone, 2006